# Тепія
Тепія (ест. Tepia), також Теп'я — село в Естонії, входить до складу волості Меремяе, повіту Вирумаа.